# Committee for Accuracy in Middle East Reporting in America
Das Committee for Accuracy in Middle East Reporting in America (CAMERA; deutsch: Komitee für korrekte Berichterstattung über den Nahen Osten in Amerika) ist eine US-amerikanische, gemeinnützige Nichtregierungsorganisation mit Sitz in Boston. Sie wurde 1982 gegründet, um einer ihrer Ansicht nach einseitig antiisraelischen  Berichterstattung über den Nahostkonflikt entgegenzuwirken.    

## Aktivitäten
CAMERA beobachtet Mediennachrichten über den Nahostkonflikt in den USA, wertet sie aus und kontaktiert Journalisten, Produzenten und Publizisten, um ihrer Ansicht nach unrichtige, unvollständige oder unausgewogene Berichterstattung über den Nahen Osten zu reklamieren.
Die Organisation hat unter anderem den Film München (Steven Spielberg, 2005) kritisiert, der Israel eine grundlegende „Schuld“ und „anormale, blutige und kontraproduktive“ Handlungen unterstelle. Der Film sei im Gegensatz zu Spielbergs Schindlers Liste eine „Manipulation, die auf Lügen basiert“.
CAMERA hat etwa 55.000 zahlende Mitglieder und einige tausend aktive Briefeschreiber, die international aktiv sind und etwa auch die israelische Tageszeitung Haaretz auf die aus CAMERA-Sicht negativen Effekte ihrer Berichterstattung in Amerika aufmerksam macht. Ihre Geschäftsführerin Andrea Levin publiziert häufig in der Jerusalem Post.
Die Organisation ist Mitglied im Dachverband jüdischer US-Organisationen, der Conference of Presidents of Major American Jewish Organizations.
2008 suchte der CAMERA-Mitarbeiter Gilead Ini per E-Mail zehn Freiwillige, um „Israel-bezogene Einträge in der [englischen] Wikipedia frei von dem Einfluss antiisraelischer Autoren zu halten“. Er fand mehr als 50 Helfer, doch nach vier Wochen wurde die Initiative bekannt. Administratoren sperrten fünf Beteiligte, weil die transparente Struktur des Projekts mit koordiniertem Editieren von ideologisch ähnlichen Personen unvereinbar sei. Gilead Ini betonte, er habe keine Täuschung, sondern akkurate Informationen in umkämpften Themenbereichen beabsichtigt. Jeder könne Wikipedia editieren, was anti-israelischen Editoren das Eintragen von allerlei Bias und Fehlern erlaube, ebenso aber Camera-Helfern, solche Fehler zu korrigieren.

## Finanzierung
Ein Artikel in Haaretz von 2012 warf CAMERA vor, die Organisation lege ihre Geldgeber nicht offen. Der republikanische Kasino-Mogul und Milliardär Sheldon Adelson habe im Jahr 2007 250.000 US-Dollar und 2008 71.000 US-Dollar an CAMERA gespendet und 2012 habe der Hedgefonds-Manager und Milliardär Seth Klarman 1,5 Millionen US-Dollar gespendet.